# Doppelkarrierepaar
Als Doppelkarrierepaar, englisch dual-career couple (DCC), wird in der Soziologie, in der Familienpolitik und im Personalwesen ein Paar bezeichnet, bei dem beide Partner eine in der Regel akademische Ausbildung und eine langfristige Karriere- bzw. Laufbahnorientierung sowie ein hohes Maß an ‚beruflichem Commitment‘ aufweisen. Man spricht dann auch von einer Paar-Erwerbsbiographie.
Bei Dual Earner Couples oder Working Couples wie den Zuverdienerehen fehlt mindestens einem Partner eine Karriere- bzw. Laufbahnorientierung. Abzugrenzen sind Doppelkarrierepaare auch von den sog. DINKS, die keine Kinder haben und zwar erwerbstätig, aber nicht notwendig überdurchschnittlich qualifiziert und karriereorientiert sind.

## Überblick
Häufig leben Personen mit Hochschulabschluss mit einem ebenso gut ausgebildeten Partner zusammen. Studien zufolge bilden Doppelkarrierepaare die Mehrheit des hoch qualifizierten Managernachwuchses. Für Doppelkarrierepaare sind die Rahmenbedingungen für die Organisation des räumlichen Zusammenlebens und die Vereinbarkeit von Familie und Beruf von entscheidender Bedeutung. Bei gut verdienenden Paaren bestehen vergleichsweise geringe Probleme bei der Finanzierung der Kinderbetreuung; hier treten vielmehr Aspekte der Vermittlung, Verfügbarkeit, Qualität, Zuverlässigkeit und Flexibilität der Betreuung in den Vordergrund. Haben beide Eltern verantwortungsvolle berufliche Positionen, ist es entscheidend, dass die Zeitpläne der Eltern und der betreuenden Personen untereinander stets so abgestimmt werden können, dass die Betreuung der Kinder auch bei Dienstreisen oder unerwarteten Ereignissen sichergestellt ist. Teils findet nach der Familiengründung eine Retraditionalisierung hin zum Einverdiener- oder Zuverdienermodell statt, teils entscheiden sich die Partner für ein Doppelversorgermodell, bei dem beide Partner ihre Berufstätigkeit ausüben und ebenfalls in Haushalt und Familie engagiert sind, gegebenenfalls unter Hinzuziehung von Hilfen im Haushalt und externer Kindertagesbetreuung.
Eine besondere Herausforderung für Doppelkarrierepaare entsteht, wenn die Karriere eines oder beider Partner mit Standortwechseln verbunden ist, wie zum Beispiel in Wissenschaft oder Diplomatie.
Universitäten müssen sich aktiv mit dieser Thematik auseinandersetzen, vor allem bei Berufungen von Wissenschaftlern aus dem Ausland. Neben allgemeiner Work-Life-Balance Unterstützung und finanzieller Förderung geht es dabei um Strategien zur aktiven Rekrutierung von Paaren, um Möglichkeiten zur Aufteilung von Stellen und um Arbeitsvermittlung für Partner. In angelsächsischen Ländern gelten Angebote der Universitäten für wissenschaftlich tätige Partner als ein wichtiger Gesichtspunkt der Sicherung von Exzellenz. In Europa haben zunächst einzelne Universitäten (wie beispielsweise die ETH Zürich) begonnen, Hilfen bei der Arbeitssuche des Partners anzubieten.
Auch im diplomatischen Dienst, der mit regelmäßigen Standortwechseln verbunden ist, ist eine eigene Karriere für den Partner des Diplomaten eine Herausforderung. Das Gesetz über den Auswärtigen Dienst der Bundesrepublik Deutschland enthält eine Verpflichtung des Auswärtigen Amtes, eine Berufsausübung des Partners, durch entsprechende bilaterale Abkommen, zu ermöglichen. Stehen beide Partner im Auswärtigen Dienst, ergeben sich daraus planerische Möglichkeiten. Der Schweizer Auswärtige Dienst praktiziert bereits seit 2012 das Job-Sharing auf Diplomatenposten, zum Beispiel bei Yasmine Chatila Zwahlen und Pedro Zwahlen. Im deutschen Auswärtigen Dienst gibt es seit Juli 2020 erstmals ein Ehepaar, Nathalie Kauther und Adrian Pollmann, die einen Botschafterposten in einem Job-Sharing Modell wahrnehmen.
Bei der Darstellung der Ergebnisse eines Forschungsprojekts der Universität St. Gallen zu Doppelkarrierepaaren wird betont: „Auch die Arbeitgeber sind gefragt, eine Kultur des offenen Umgangs mit Fragen der Partnerschaft und Elternschaft zu etablieren. Dazu gehört neben konkreten Maßnahmen der Unterstützung vor allem die Anerkennung der Tatsache, dass Arbeitskräfte auch dann nicht zeitlich unbegrenzt zur Verfügung stehen, wenn sie Karriere machen wollen.“

## Soziologische Befunde
Laut familiensoziologischer Forschung weisen Doppelkarrierepaare eine mehr oder minder starke Entgrenzung von Berufs- und Familienleben auf. Die Koordination der beiden Karrieren und die nötigen Anpassungsleistungen werde vorwiegend von Frauen geleistet. Bei im Management Beschäftigten, die in demselben Betrieb tätig sind, komme es oftmals zu einer Konkurrenzsituation unter den Partnern, und zwar weit häufiger als bei anderen Paaren, insbesondere häufiger als bei Freiberuflern.
In einer Mai 2008 veröffentlichten Studie der EAF im Auftrag der Bertelsmann Stiftung und des BMFSFJ unter Paaren in Deutschland mit Kindern, in denen beide Partner eine Fach- oder Führungsfunktion ausübten oder anstrebten, sagte die überwiegende Mehrheit der Befragten aus, dass Unternehmen sie durch Flexibilität von Arbeitszeit und Arbeitsort unterstützen sollten und explizite Unterstützungsangebote für Väter vorhalten sollten. Während drei Viertel der Befragten angaben, eine gleiche Rollenverteilung unter den Partnern zu wünschen, teilte ein Fünftel der untersuchten Paare die Organisation der Haus- und Familienarbeit gleichwertig untereinander; diese Gruppe schätzte sich im Durchschnitt zufriedener ein. Eine temporäre Berufstätigkeit im Ausland wurde mehrfach als Motivation oder Vorbild zur Gestaltung des eigenen Modells angegeben. 
Ergebnissen einer Studie des Wirtschafts- und Sozialwissenschaftliches Instituts (WSI) der Hans-Böckler-Stiftung zufolge befürworten Deutsche mehrheitlich das Zweiverdienermodell und wünschen sich viele Eltern, die Erwerbs- und Familienarbeit partnerschaftlich aufzuteilen. Gemäß den im Kontext dieser Ergebnisse unterbreiteten Vorschlägen sei es ein modernes Arbeitszeitkonzept erforderlich, in dem das männlich geprägte Modell der Normalarbeitszeit durch „ein Menü unterschiedlich langer Vollzeitstandards“ für bestimmte Lebensphasen ersetzt würde. Dabei würde beispielsweise das Arbeitszeitvolumen einer „Vollzeitstelle“ je nach Lebensalter oder abhängig davon, ob Menschen Kinder betreuen oder nicht, unterschiedlich definiert. Zudem sei anzudenken, eine partnerschaftlich egalitäre Arbeitszeitverteilung mit finanziellen Anreizen zu unterstützen.

## Netzwerke zum Thema
In Deutschland besteht das Dual Career Netzwerk Deutschland (DCND), in dem sich im Juni 2010 bundesweit rund 20 Dual Career Services von Universitäten und einige lokale Netzwerke zusammengeschlossen haben.
Auf internationaler Ebene gibt es das IDCN, eine globale Non-Profit-Vereinigung von Unternehmen, NGOs und wissenschaftlicher Einrichtungen an verschiedenen Standorten, das 2011 in der Genferseeregion ins Leben gerufen wurde und ca. 60 Mitglieder hat.

## Wissenschaftliche Studien und Projekte
- Doppelkarrierepaare. Normalisierungsleistungen und Geschlechterkonstruktionen unter den Bedingungen einer wechselseitigen Entgrenzung von Beruf und Familie (2002/03). Gefördert von der DFG; Leitung: Ronald Hitzler[7]
- Projekt Praxishandbuch Dual Career, FaFo FamilienForschung Baden-Württemberg, Januar 2011 – April 2012[14]
- Aktionsprogramm Doppelkarrierepaare des Stifterverbands für die Deutsche Wissenschaft
- Studie „Family & Work“ des Instituts für Personalwesen und Internationales Management (I.P.A.) der Helmut-Schmidt-Universität/Universität der Bundeswehr Hamburg in Zusammenarbeit mit einem EU-Netzwerk europäischer Partner